# Ponferrada
Ponferrada ist die Hauptstadt der Comarca El Bierzo und eine aus zahlreichen Dörfern und Weilern (pedanías) bestehende Großgemeinde mit 62.994 Einwohnern (Stand: 2024) in der Provinz León in der Autonomen Gemeinschaft Kastilien und León im Nordwesten Spaniens. Ponferrada liegt am Jakobsweg (Camino Francés); das Ortszentrum ist als Kulturgut (Bien de Interés Cultural) in der Kategorie Conjunto histórico-artístico anerkannt.

## Lage und Klima
Die Stadt Ponferrada liegt am Zusammenfluss von Sil und Boeza in der hügeligen bis gebirgigen Landschaft des Bierzo knapp 115 km (Fahrtstrecke) westlich der Provinzhauptstadt León auf etwa 510 m Höhe. Das Klima ist gemäßigt bis warm; Regen (ca. 650 mm/Jahr) fällt überwiegend im Winterhalbjahr.

## Bevölkerungsentwicklung
| Jahr      | 1857  | 1900  | 1950   | 2000   | 2017   |
| Einwohner | 3.565 | 7.188 | 23.773 | 62.642 | 65.788 |

Die Landflucht infolge der Aufgabe bäuerlicher Kleinbetriebe und der Mechanisierung der Landwirtschaft führte seit der zweiten Hälfte des 19. Jahrhunderts zu einem deutlichen Bevölkerungswachstum.

## Wirtschaft
Aufgrund seiner langen Bergbautradition verfügt das Bierzo über zahlreiche handwerkliche und kleinindustrielle Betriebe. Daneben spielen die im Umland betriebene Landwirtschaft inklusive des Weinbaus und der Tourismus wichtige Rollen im Wirtschaftsleben der Stadt. In Ponferrada steht die mit 500 Mitarbeitern größte Fabrik für Säulen von Windenergieanlagen Europas. Außerdem werden in Ponferrada Metallverarbeitung, Glaserei und Zementherstellung sowie Schiefergewinnung betrieben. Der Dienstleistungssektor verzeichnet jedoch die stärksten Zuwächse.

## Geschichte
Während die Anwesenheit von Kelten und Römern in der Region bekannt ist, fehlen von den Westgoten und den Mauren archäologisch verwertbare Spuren. Ende des 11. Jahrhunderts veranlasste Osmundo, Bischof von Astorga, den Bau einer (in Teilen aus Eisen bestehenden = Pons ferrata) Brücke über den Sil für die Pilger des Jakobswegs, in deren Nähe eine Siedlung entstand. Zuerst in der Hand der Templer, geriet sie nach Auflösung des Ordens unter anderem in den Besitz der Grafen von Lemos. Anlässlich eines Streits zwischen dem Grafen von Lemos und seinem Sohn im 16. Jahrhundert, der zu mehreren Kämpfen und Besitzwechseln rund um die Burg führte, erklärten die Katholischen Könige Burg und Stadt zu ihrem Besitz und beendeten so die Streitigkeiten.

## Sehenswürdigkeiten
- Die wichtigste Sehenswürdigkeit ist die Burg von Ponferrada. Sie reicht bis ins 12. Jahrhundert zurück und wurde im Laufe der Geschichte oft umgebaut. Ihre äußerste Mauer war früher zugleich die Stadtmauer des mittelalterlichen Ponferradas.
- Die im Renaissance-Stil erbaute Basílica de la Encina (1614)
- Die Calle Reloj, die den Platz der Basilika mit dem Rathausplatz verbindet
- Der Uhrturm Torre del Reloj und das alte Stadttor
- Das Barock-Gebäude des Kirchenrats (1692)
- Der römische Brunnen in Campo
- Ein Eisenbahn-Museum
- Ein Radio-Museum
- Die Stromfabrik – Energiemuseum
- Ein Kunst- und Archäologie-Museum neben dem Torre del Reloj

Umgebung
- Die mozarabische Kirche Santo Tomás de las Ollas im gleichnamigen Vorort (10. Jh.)
- Die romanische Kirche Santa María de Vizbayo im Vorort Otero (11. Jh.)
- Die mozarabische Kirche Santiago de Peñalba im Weiler Peñalba de Santiago (11. Jh.)
- In der Nähe der Gemeinde befinden sich auch die Las Médulas, die zum UNESCO-Welterbe erklärt wurden.

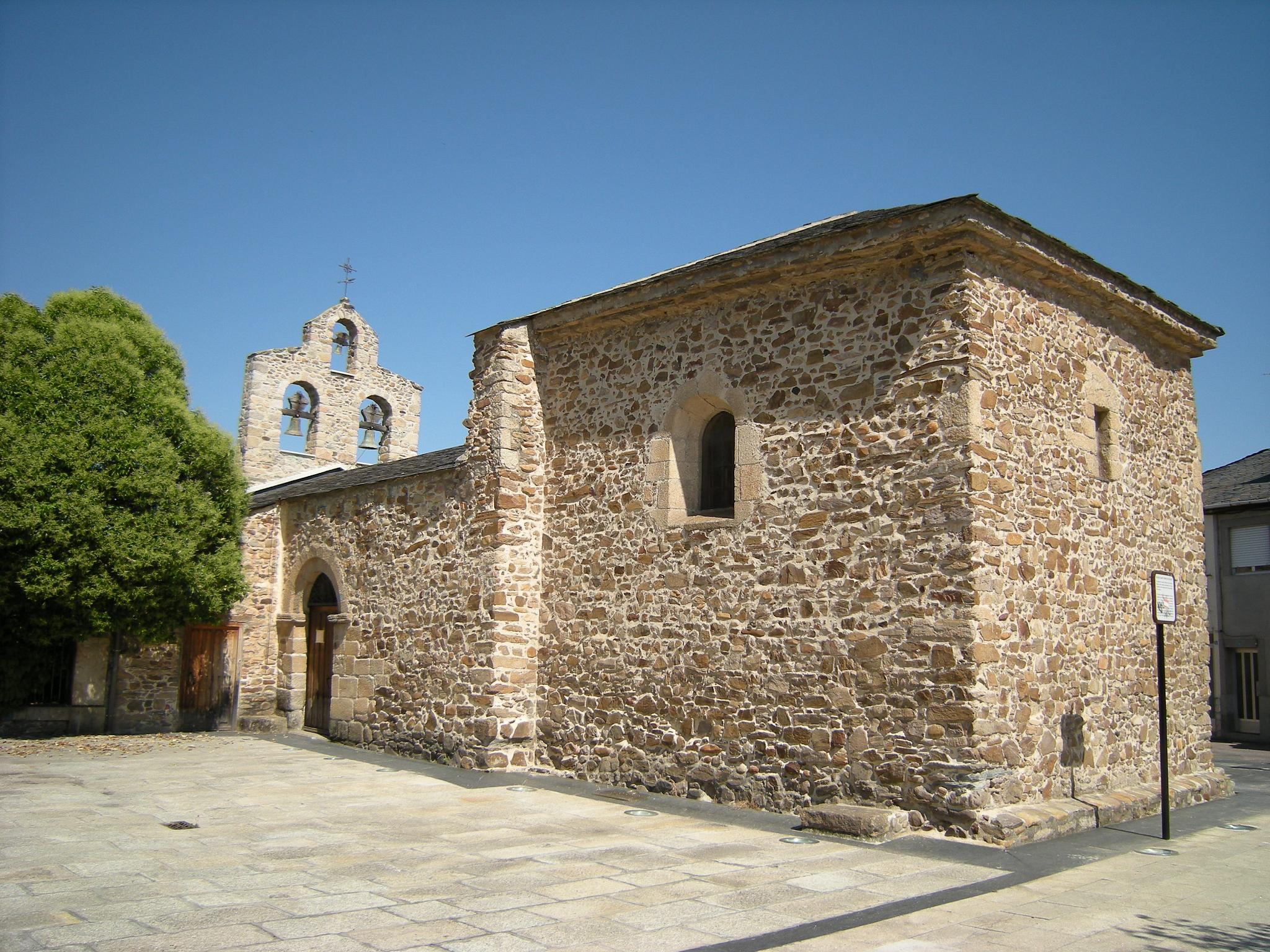
Kirche Santo Tomás de las Ollas
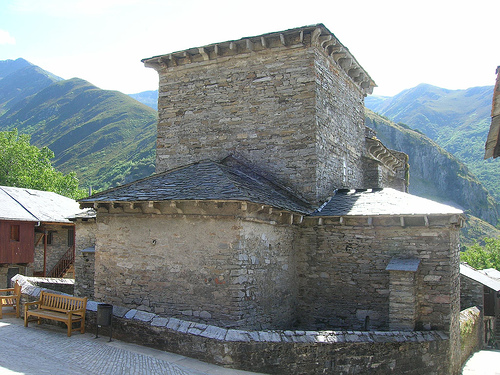
Kirche Santiago de Peñalba
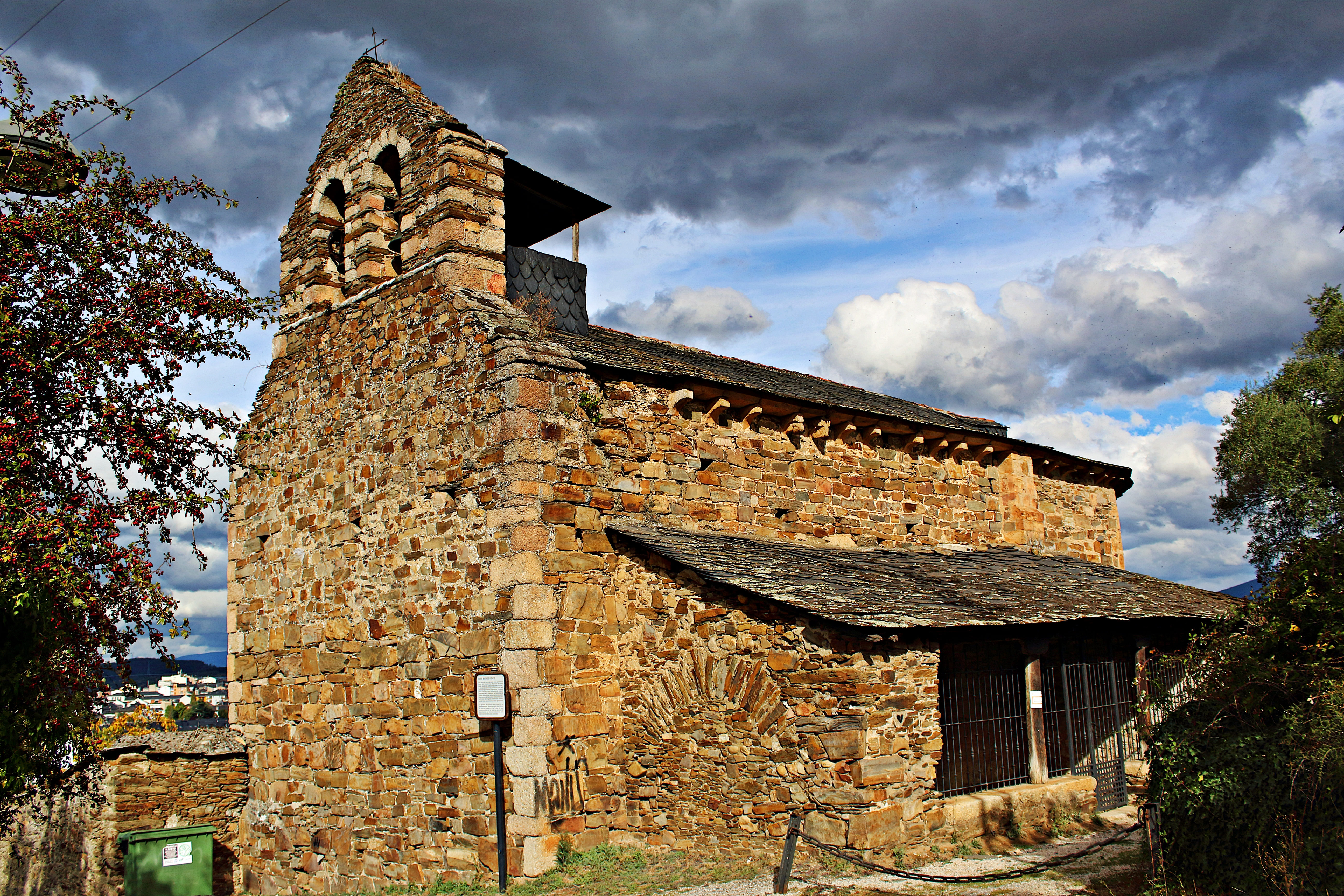
Kirche Santa María de Vizbayo
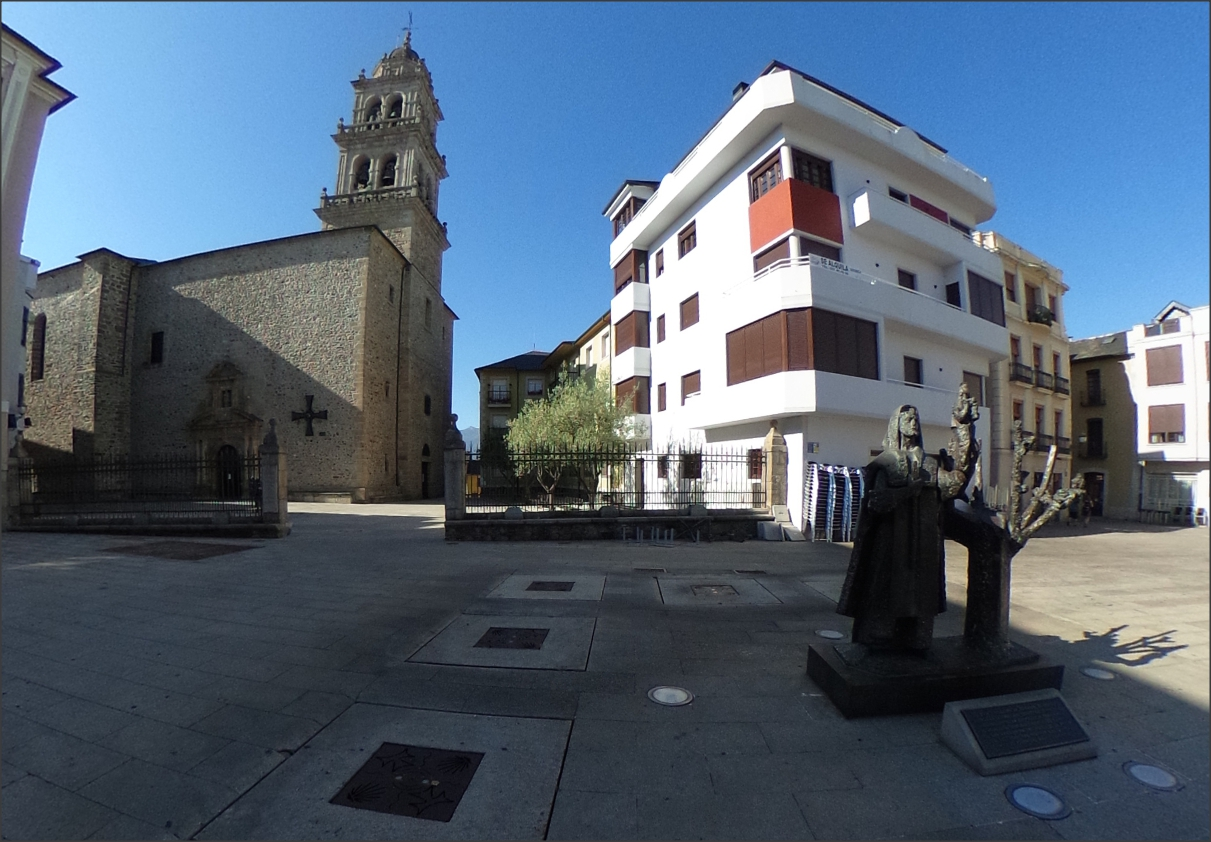
Basílica de la Encina
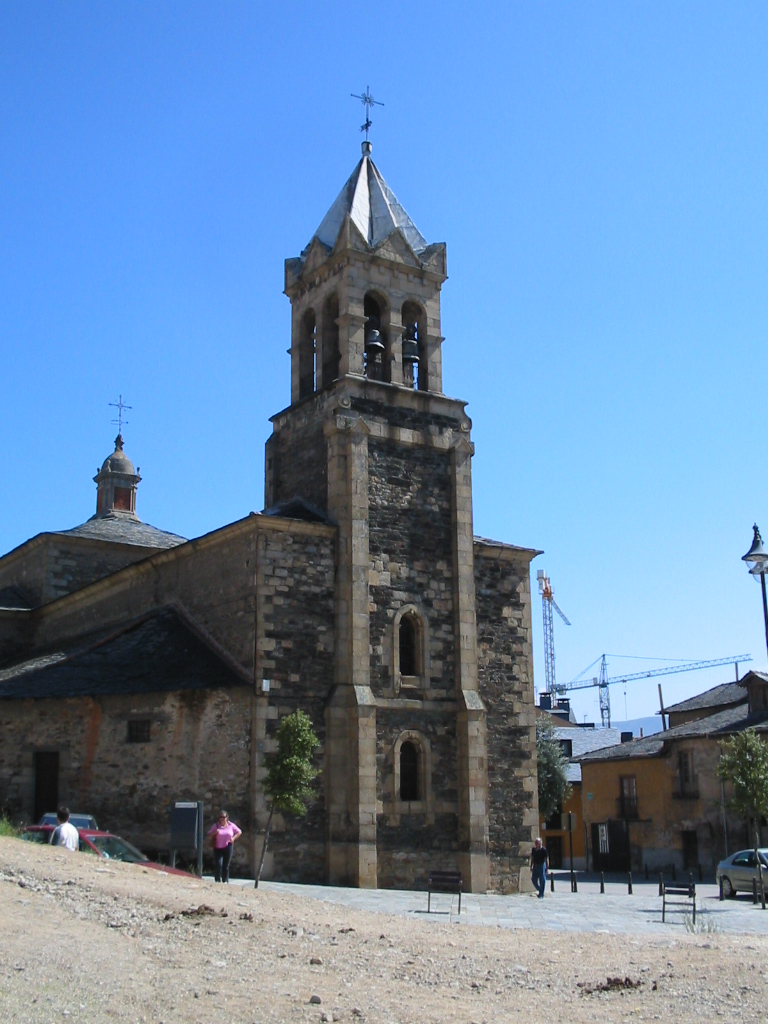
Kirche San Andrés
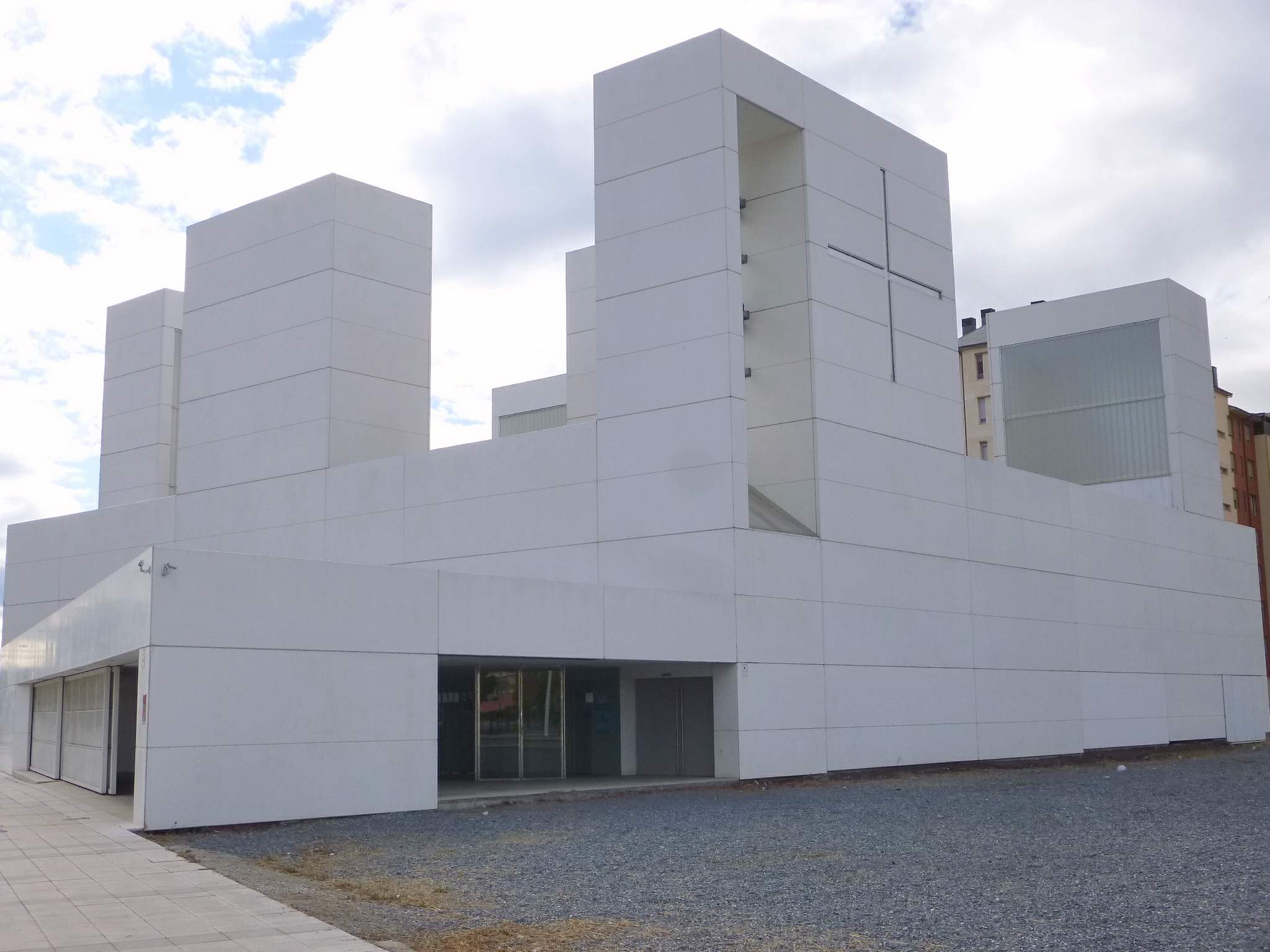
Iglesia del Buen Pastor
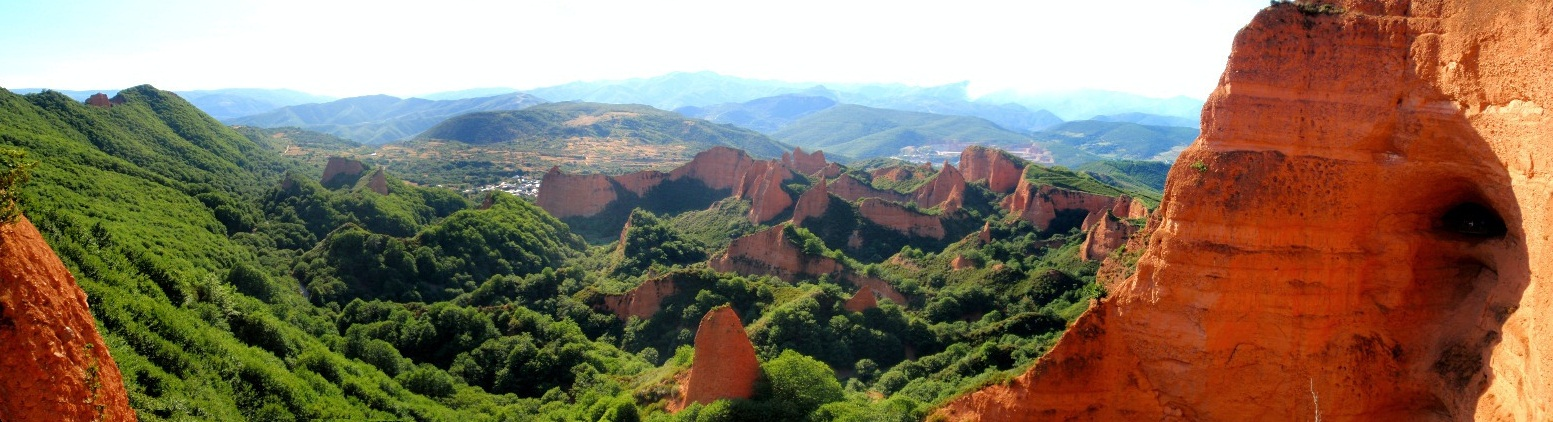
Las Médulas

## Persönlichkeiten
- Ángel Pestaña (1886–1937), Syndikalist und Politiker
- Sergio Gallardo (* 1979), Mittelstreckenläufer
- Sabina Asenjo (* 1986), Diskuswerferin
- Patricia Martínez Augusto (* 1990), Fußballspielerin